# Cuxhaven Baskets
Die Cuxhaven Baskets (vormals Rot-Weiss Cuxhaven Basketball) sind eine deutsche Basketballmannschaft aus Cuxhaven. Im April 2017 gewann die Mannschaft noch unter dem Namen Rot-Weiss den Meistertitel in der 1. Regionalliga Nord und sicherte sich damit das Aufstiegsrecht in die 2. Bundesliga ProB.

## Vorgeschichte
In der Saison 2002/03 stieg die Herrenmannschaft des SV Rot-Weiss Cuxhaven unter Trainer Vilmantas Matkevičius in die 1. Regionalliga Nord auf. Es gelang als Meister 2004 der Durchmarsch in die 2. Basketball-Bundesliga. Im selben Jahr wurde die Cuxhaven BasCats Marketing GmbH gegründet, die die Lizenz der Mannschaft übernahm und den Spielbetrieb leitete. Aus Rot-Weiss wurden die Cuxhaven BasCats, welche bis 2015 in der zweithöchsten deutschen Spielklasse spielten. Als Stammverein und „Unterbau“ der BasCats weitete Rot-Weiss in dieser Zeit unter anderem die Nachwuchsarbeit aus und rief Schul-AGs und Jugendcamps ins Leben.

## Gründung
Nachdem die BasCats in der Saison 2014/15 aus der 2. Bundesliga ProA abgestiegen waren und für die folgende Spielzeit auch keine Lizenz für die ProB erhielten, formierte sich im Mai 2015 eine Interessengruppe, die sich darum bemühte, unter dem Namen Rot-Weiss Cuxhaven eine Teilnahmeberechtigung für die 1. Regionalliga zu erhalten und die notwendigen Mittel zur Finanzierung des Spielbetriebes aufzubringen. Initiator dieser Gruppe war Moris Hadžija, der zuletzt das Traineramt bei den BasCats ausgeübt hatte und ebenfalls Coach der ersten Herrenmannschaft von Rot-Weiss gewesen war, die die Saison 2014/15 auf dem zweiten Rang der Oberliga abgeschlossen hatte. Die handelnden Personen der Initiative distanzierten sich ausdrücklich von den BasCats: „Wir haben und werden nichts mit den Cuxhaven BasCats und der Cuxhaven BasCats Marketing GmbH zu tun haben“, hieß es in einer Erklärung im Mai 2015. Im Juli 2015 stand fest, dass Rot-Weiss in der Saison 2015/16 in der 1. Regionalliga Nord antreten würde. Im Zuge der Bemühungen um die Spielberechtigung und der Akquirierung der notwendigen Mittel war eine Betreibergesellschaft (Cux-Basketball UG) gegründet worden, der Rot-Weiss den Betrieb der Mannschaft übergab und die wirtschaftlich unabhängig vom Stammverein ist.

## Entwicklung
Die Saison 2015/16 wurde auf dem zweiten Tabellenplatz der 1. Regionalliga Nord beendet. Im Juli 2016 wurde eine Kooperation mit dem Bundesligisten Eisbären Bremerhaven vereinbart. Eine solche Zusammenarbeit hatte es bereits zwischen den Eisbären und den BasCats gegeben.
Im Vorfeld der Saison 2016/17 stießen im Rahmen eines Ausbildungsprogramms der Europäischen Union und in Zusammenarbeit mit den Eisbären Bremerhaven unter anderem mehrere junge Spieler aus dem europäischen Ausland zum RW-Kader. Insgesamt baute Trainer Hadžija auf eine Mannschaft, die sich zum Großteil aus ausländischen Spielern zusammensetzte. Damit hatte der Kroate Erfolg: Er führte Rot-Weiss zum Gewinn des Meistertitels und somit zum Aufstieg in die 2. Bundesliga ProB. Mittels eines 73:56-Heimsieges über den ärgsten Verfolger VfL Stade am letzten Spieltag (7. April 2017) sicherten sich die Cuxhavener die Meisterschaft. Bester Korbschütze auf dem Weg zum Titel war der kroatische Aufbauspieler Luka Petković (20,2 Punkte im Schnitt). Der auslaufende Vertrag von Meistertrainer Hadžija wurde nach dem Saisonende im Frühjahr 2017 nicht verlängert. Sein Nachfolger im Traineramt wurde Markus Röwenstrunk, der zuvor die Mannschaft der BBG Herford (erste Regionalliga West) betreut hatte.
Mitte August 2017 wurde der Mannschaftsname von Rot-Weiss Cuxhaven Basketball in Cuxhaven Baskets geändert. Anfang Februar 2018 wurde der Mannschaftsstab um den erfahrenen Trainer Stephan Völkel erweitert, der den Posten des sportlichen Beraters antrat. Die Punktrunde der Saison 2017/18 wurde als Tabellenletzter der Nordstaffel der 2. Bundesliga ProB beendet. Anfang März 2018 übernahm Völkel den Cheftrainerposten, Röwenstrunk übernahm andere Aufgaben, unter anderem im Jugendbereich. Kurz nach der Bekanntgabe des Trainerwechsels kündigten die vier Gesellschafter der Betreibergesellschaft Cux-Basketball UG unabhängig vom Saisonausgang ihren Rückzug an. „Sollten sich umgehend keine neuen Verantwortlichen finden, ist mit einem Ende des höherklassigen Basketballs in Cuxhaven zu rechnen“, hieß es in der zugehörigen Meldung. Am Ende des Spieljahres 2017/18 stand Cuxhavens Abstieg aus der 2. Bundesliga ProB.
Mitte April 2018 wurde Christoph Nicol als neuer Geschäftsführer der Betreibergesellschaft vorgestellt. Das Traineramt übernahm der US-Amerikaner Darren Stackhouse. Mitte November 2018 wurde der Rückzug der Mannschaft vom Spielbetrieb der 1. Regionalliga bekannt gegeben. Die Betreibergesellschaft Cux-Basketball UG stellte einen Insolvenzantrag. Einen Tag darauf wurde die Ankündigung des sofortigen Rückzugs aufgehoben, die Verantwortlichen kündigten an, trotz Insolvenzantrag den Spielbetrieb aufrechterhalten zu wollen und den Versuch zu unternehmen, die fehlenden Gelder im fünfstelligen Euro-Bereich einzuwerben. Am 6. Dezember 2018 gaben die Cuxhaven Baskets bekannt, sich aus wirtschaftlichen Gründen von Trainer Stackhouse und dessen Assistenten Aaron Cook getrennt zu haben, Nicol übernahm zusätzlich zu seinen Aufgaben als Geschäftsführer das Traineramt. Im Dezember 2018 wurde die Gründung einer neuen Betreibergesellschaft in Form einer UG verkündet, die den Spielbetrieb nach dem Insolvenzantrag der Cux-Basketball UG übernehmen würde. Die neue Betreibergesellschaft namens Cux-Basketball Spielbetriebs UG wurde am 21. Februar 2019 ins Handelsregister eingetragen. Das Spieljahr 2018/19 endete mit dem sportlichen Abstieg aus der 1. Regionalliga. Ende Mai 2019 wurde von abermaligen wirtschaftlichen Schwierigkeiten berichtet.
Nachdem auch die Cux-Basketball Spielbetriebs UG bankrott war, wurde im Vorfeld der Saison 2019/20 eine neue UG (Cuxhaven Baskets UG) gegründet, Gesellschafter wurden Ufuk Üre und Darron McDuffie, Holger Junghans trat das Amt des Geschäftsführers der Mannschaft an, für die das Ziel ausgegeben wurde, in der 2. Regionalliga um den Aufstieg mitzuspielen. Neuer Trainer wurde Dennis Tiedemann. Ab November 2019 arbeitete die Mannschaft unter anderem in der Spieler- und Jugendförderung wieder mit den Eisbären Bremerhaven zusammen. Als die Spielzeit 2019/20 aufgrund der COVID-19-Pandemie im Frühjahr 2020 abgebrochen wurde, stand die Mannschaft auf dem zweiten Tabellenplatz der 2. Regionalliga Nord. Da Spitzenreiter Rostock II auf das Aufstiegsrecht verzichtete, wurde dieses Cuxhaven zugesprochen. Im März 2020 wurde mit Joel Moore ein ehemaliger National- und Bundesligaspieler für die Jugendarbeit eingestellt.
Trainer Tiedemann gab im Oktober 2021 sein Amt ab, Nachfolger wurde Moore, der zuvor neben seinen Aufgaben im Jugendbereich auch Assistenztrainer der Herrenmannschaft gewesen war. Moore wechselte im Dezember 2021 in die Bremerhavener Jugendabteilung, als neuer Trainer trat der US-Amerikaner Aaron Cook im Dezember 2021 das Amt an. Nach 16 Niederlagen in Folge, dem Abgang des besten Korbschützen Desmond Ringer im Februar 2022 und Turbulenzen im Umfeld (Geschäftsführer Holger Junghans wurde Ende Oktober 2021 entlassen und durch Kevin Hensel ersetzt, Gesellschafter Darron McDuffie trat im November 2021 nach dem Vorwurf der Untreue zurück) beendete die Mannschaft die Saison 2021/22 als Tabellenletzter der 1. Regionalliga Nord. Zum letzten Punktspiel war man nicht mehr angetreten und verlor kampflos.
Nach dem Abstieg in die 2. Regionalliga wurde der Mannschaftsnahme im August 2022 in Rot-Weiss Cuxhaven BasCats geändert, somit nahm man einen an die ehemalige Cuxhavener Zweitligamannschaft erinnernden Namen an. Trainer wurde wieder Dennis Tiedemann, der gemeinsam mit Ufuk Üre und Kevin Hensel den Neubeginn in der 2. Regionalliga auch organisatorisch leitete.

### Mannschaftsnamen
- bis 2017: Rot-Weiss Cuxhaven Basketball
- 2017–2022: Cuxhaven Baskets
- seit 2022: Rot-Weiss Cuxhaven BasCats

## Trainer (seit 2015)
| Amtszeit        | Trainer            |
| --------------- | ------------------ |
| 2015–2017       | Moris Hadžija      |
| 2017–03/2018    | Markus Röwenstrunk |
| 03/2018–04/2018 | Stephan Völkel     |
| 07/2018–12/2018 | Darren Stackhouse  |
| 12/2018–04/2019 | Christoph Nicol    |
| 09/2019–10/2021 | Dennis Tiedemann   |
| 10/2021–12/2021 | Joel Moore         |
| 12/2021–03/2022 | Aaron Cook         |
| seit 2022       | Dennis Tiedemann   |